# Кустов, Иван Семёнович
Ива́н Семёнович Ку́стов (20 декабря 1930, Сосновка, Башмаковский район, Пензенская область, РСФСР, СССР ― 16 января 2017, Ростов-на-Дону, Россия) ― советский и российский юрист, руководитель прокуратуры. Заместитель прокурора Туркменской ССР (1972―1977), прокурор Марийской АССР (1977―1987), Северо-Кавказский транспортный прокурор (1987―1992). Кандидат юридических наук, государственный советник юстиции 3-го класса. Почётный работник прокуратуры РСФСР (1990), заслуженный юрист РСФСР (1991). Член КПСС.

## Биография
Родился 20 декабря 1930 года в селе Сосновка ныне Пензенского района Пензенской области в крестьянской семье.
В 1952 году с отличием окончил Казанский государственный университет.
По окончании института в 1952 году направлен на работу в органы прокуратуры Оренбургской области, где на должности стажёра народного следователя проработал до 1955 года. В 1955―1959 годах ― секретарь райкома комсомола Чкаловской области, затем занимал избирательные должности в Бугурусланском райкоме КПСС. В 1959―1972 годах ― прокурор районов Оренбургской области, начальник следственного отдела, заместитель прокурора Оренбургской области.
В 1972―1977 годах ― заместитель прокурора Туркменской ССР, государственный советник юстиции 3-го класса (1973).
В 1977―1987 годах ― прокурор Марийской АССР.
В 1978―1987 годах избирался депутатом Верховного Совета Марийской АССР 9-11-го созыва.
В 1987―1992 годах ― Северо-Кавказский транспортный прокурор (Ростов-на-Дону). На этом посту внёс значительный вклад в становление транспортной прокуратуры регионов округа. Воспитал не одно поколение работников прокуратуры, многие из которых стали ветеранами прокуратуры. 
В 1970 году защитил кандидатскую диссертацию на тему «Принцип объективной истины в советском уголовном процессе». Присвоена учёная степень кандидата юридических наук (1971). 
В 1975 году в Ашхабаде вышла в свет его книга «Законодательные гарантии достижения истины по уголовному делу».
Имеет государственные и ведомственные награды: награждён несколькими нагрудными знаками, орденом «Знак Почёта», медалями и Почётной грамотой Президиума Верховного Совета Марийской АССР. 
Скончался 16 января 2017 года в г. Ростове-на-Дону.

## Звания и награды
- Нагрудный знак «Почётный работник прокуратуры РСФСР» (1990)[2][3]
- Заслуженный юрист РСФСР (1991)[1][2][3]
- Орден «Знак Почёта» (1982)[1]
- Юбилейная медаль «За доблестный труд. В ознаменование 100-летия со дня рождения Владимира Ильича Ленина» (1970)[1]
- Медаль «Ветеран прокуратуры» (2008)[2][3]
- Почётная грамота Президиума Верховного Совета Марийской АССР (1980)[1]

## Память
11 января 2023 года на фасаде здания Южной транспортной прокуратуры в г. Ростове-на-Дону в память о заслуженном юристе РСФСР И. С. Кустове состоялось открытие мемориальной доски. Надпись на ней гласит: «В этом здании 1987―1992 годах в должности Северо-Кавказского транспортного прокурора работал Кустов Иван Семёнович, почётный работник прокуратуры, заслуженный юрист РСФСР, ветеран прокуратуры».